# Microdus torrentium
Microdus torrentium là một loài Rêu trong họ Dicranaceae. Loài này được (Thér. & P. de la Varde) Broth. mô tả khoa học đầu tiên năm 1924.